# Rhondia attelaboides
Rhondia attelaboides là một loài bọ cánh cứng trong họ Cerambycidae.